# Star Citizen
Star Citizen — находящаяся в разработке компьютерная игра в жанре массового многопользовательского онлайнового космического симулятора, разрабатываемая Крисом Робертсом и его студией Cloud Imperium Games. По задумке создателей, Star Citizen должна предлагать игрокам обширную вселенную со множеством звёзд, планет и возможностей — каждый игрок управляет собственным космическим кораблём, может путешествовать по галактике, заниматься торговлей, пиратством, охотой за преступниками и тому подобным. «Персистентная вселенная» Star Citizen должна жить собственной жизнью и динамически меняться независимо от действий игроков. Робертс был в прошлом наиболее известен как создатель серии Wing Commander и игры Freelancer.
Star Citizen была анонсирована в 2012 году. Первые средства на её разработку — 2 миллиона долларов — были собраны в рамках краудфандинговой кампании на платформе Kickstarter. На тот момент Cloud Imperium Games рассчитывала запустить игру приблизительно через два года, в 2014 году. С 2013 года студия выпустила несколько «модулей» — частей игры, позволяющих составить представление о тех или иных сторонах геймплея Star Citizen. Основной модуль Persistent Universe был первоначально открыт для предзаказавших игру покупателей в 2015 году и позже в 2017 предложен для покупки всем желающим по системе раннего доступа. Тесно связанная со Star Citizen игра Squadron 42, также разрабатываемая Cloud Imperium Games представляет собой однопользовательскую игру в духе Wing Commander. 
После окончания кампании на Kickstarter студия продолжала привлекать средства, продавая космические корабли и другой внутриигровой контент в ещё не запущенной игре — эта финансовая модель оказалась крайне успешной и вместе с продажами модулей в раннем доступе и внешними инвестициями позволила привлечь на 2025 год свыше 800 миллионов долларов. Это сделало Star Citizen самой дорогостоящей компьютерной игрой и одним из самых высокобюджетных развлекательных продуктов в истории. Она также неоднократно становилась предметом ожесточённой критики, вплоть до обвинений разработчиков в мошенничестве — и из-за постоянных переносов сроков выхода, и из-за трудностей с возвратом уже вложенных в игру средств. На 2025 год Star Citizen всё ещё находится в разработке без определенных сроков выхода. 

## Игровой процесс

### Игровой мир
Человечество вышло в дальний космос, заселив множество планет в пределах известной галактики. По мере исследования новых регионов были встречены другие цивилизации, с некоторыми из которых удалось наладить торговые и дипломатические отношения (Xi’An), с другими же отношения заканчиваются лишь боевыми столкновениями (Vanduul). Большая часть человечества собрана под знамёнами Объединённой Земной Империи, которая к моменту начала игры стоит на пороге распада, по крайней мере, на две части — с центрами на планетах Земля и Терра.
Разработчиками было заявлено более 100 звёздных систем с индивидуальной игровой историей, входящих во вселенную игры Star Citizen.

### Ангар
Модуль Ангар был первым игровым альфа-компонентом Star Citizen, выпущенный 29 августа 2013. Модуль позволяет игрокам рассматривать, управлять и модифицировать корабль в закрытой среде в реальном времени. Также включает в себя художественное оформление и награды, которые можно поместить в ангаре.

### Arena Commander
Arena Commander — второй игровой альфа-компонент Star Citizen. Это — космический боевой симулятор, позволяющий игрокам протестировать корабль в бою против других игроков или искусственного интеллекта. По словам разработчиков, он способен подробно моделировать космический полёт корабля в зависимости от его массы, положения в пространстве и силы тяги двигателя. Другие заявляемые характеристики включают: реалистичное воздействие силы гравитации на пилота и высокий уровень визуальной точности. В обновлении были добавлены состязания и кооперативные игры.

### Star Marine
Многопользовательский онлайн-шутер добавлен в версии Alpha 2.6. По словам разработчиков, он должен помочь игрокам обучиться стрельбе. Параллельно с этим обновлением в игру добавлена возможность носить оружие в «песочнице».
Первоначальная дата выпуска Star Marine была объявлена в 2015 году. Является шутером от первого лица, как и Arena Commander, Star Marine — боевой космический симулятор. Есть два способа игры в Star Marine, один из них — «захвати-и-удержи». «Последний устоявший», где две команды соперников (пехотинцы и преступники), каждая из которых пытается захватить одну или более «контрольных точек» (ноутбуки), чтобы заработать очки. Захватив больше контрольных точек, команда получает точки с постоянно увеличивающимся уровнем (рейтингом). «Исключение» — свободно для всех в матче «Последний устоявший». В отличие от главной команды «Последний устоявший», игроки действуют индивидуально, чтобы убить как можно больше врагов перед тем, как матч закончится. Обе игры продолжаются 10 минут или (в случае с игрой «Последний устоявший») до тех пор, пока одна из команд не накопит больше всего очков. Механика шутера от первого лица представлена довольно реалистично, имеются уровни брони, положение оружия и эффекты запаса выносливости, проявляющиеся в виде тяжёлого дыхания.

### Persistent Universe
Модуль Persistent Universe, также известен как Постоянная Вселенная, был выпущен 11 декабря 2015 (все последующие версии Альфы были дополнениями и модификациями Постоянной Вселенной). Это основной модуль, который объединяет все ранее сделанные наработки в одну многопользовательскую платформу. Он позволяет игрокам свободно перемещаться в космическом пространстве, сосредоточенном вокруг внутриигровых вымышленных планет и окружающих их спутников. Космические станции, астероиды и другие интересные места в игре позволяют игрокам взаимодействовать, быть вовлечёнными в военные действия, или выполнять миссии. Учитывая модульный подход к развитию, в Persistent Universe будут добавляться опции, он будет расширяться и в последующем станет известен как Star Citizen.
На данный момент Persistent Universe состоит из одной звёздной системы Stanton с 4-мя планетами: Hurston (жаркая грязная планета с промышленным городом Lorville), Crusader (газовый гигант с летающим городом Orison), ArcCorp (планета покрыта небоскрёбами, заводами и другими сооружениями, посадочная зона — Area18) и Microtech (планета почти полностью покрыта снегом, на ней расположен высокотехнологичный город NewBabbage).

### Theaters of War
Модуль «Театры войны» позволяет игрокам принимать участие в масштабных сражениях на поверхностях планет и в космосе. Несмотря на то, что модуль был анонсирован в 2018 и был доступен для тестов на Citizen-Con 2019, он всё ещё находится в разработке и недоступен игрокам. До мая 2022 разработкой Театров Войны занималась студия Firesprite. С 2022 года разработка модуля была приостановлена на неопределённый срок.

## Разработка

### Предпосылки
В 1995 году Крис Робертс, отвечая на заданный журналам Computer Gaming World вопрос о том, какую бы игру он создал, не будь у него никаких технических или финансовых ограничений, сказал следующее: «То, что я действительно хочу сделать — это игра, где вы можете путешествовать с планеты на планету (и в ней будут сотни планет) в полностью трёхмерной среде. Вы можете спуститься на каждую планету и детально исследовать её, взаимодействуя со всевозможными персонажами, представленными живыми актёрами. Вы можете модернизировать свой корабль множеством дополнительных орудий и двигателей. Проект мог бы включать все лучшие элементы приключений и виртуальной реальности, с качеством производства, соответствующим голливудскому блокбастеру, включая участие знаменитостей». Тогда он отметил, что его целью является «создать действительно крутое окружение, в котором можно провести сотни часов, исследуя виртуальную вселенную, полностью реалистичную даже на уровне мельчайших деталей — как SimUniverse на стероидах!».

### Начало и ход разработки
10 октября 2012 года Крис Робертс анонсировал Star Citizen и показал демо-версию игры на GDC Online 2012, проходившем в США, в городе Остин.
Средства на разработку игры были привлечены с помощью общественного финансирования на официальном сайте игры и Kickstarter. Кампания по сбору средств началась 18 октября 2012 года. За время первичной кампании Star Citizen собрала 2 134 374 долларов от 34 397 бэкеров на Kickstarter и 4 231 323 доллара США на своём сайте, таким образом побив предыдущий игровой краудфандинговый рекорд, принадлежавший Pillars of Eternity.
29 августа 2013 года был официально запущен первый компонент игры — Модуль Анга́ра. В первой версии данного модуля Ангар имел малую функциональность, но тем не менее уже позволял осмотреть «вживую» свой корабль. Поначалу были доступны только корабли так называемой «первой пятёрки» — Аврора, Фрилансер, Хорнет, Констеллейшн, 300i. С выпуском обновлений ряд доступных космолётов постоянно дополнялся и впоследствии составил свыше 40 уникальных кораблей, не считая различных модификаций и уже существующей наземной техники.
10 апреля 2014 года на игровом фестивале PAX East 2014 в Бостоне (США) разработчики показали первую рабочую версию анонсированного ранее модуля Космических Боёв (англ. Dogfighting Module). Было анонсировано что этот модуль даст возможность уже присоединившимся к сообществу игрокам испытать свои корабли как против NPC, так и против живых игроков, то есть режим многопользовательской «песочницы». Чтобы такие тренировочные полёты не стали причиной быстрой потери кораблей, а значит и расходов, разработчики решили организовать данный модуль в виде симулятора — пилот находится в специальной капсуле-тренажёре в своём Анга́ре, а вся окружающая обстановка является виртуальной реальностью. Продемонстрированная версия данного модуля позволяла полёты лишь на одноместных кораблях, позднее функциональность, как и в случае с Модулем Анга́ра, предполагалось расширить. Официальный запуск Модуля космических боёв состоялся 4 июня 2014 года перед выпуском разработчикам пришлось исправить некоторое количество критических ошибок в коде.
7 августа 2015 года в рамках игровой выставки Gamescom разработчиками было продемонстрировано прохождение миссии по спасению брошенного в космосе корабля. В рамках миссии были задействованы как персональные суда, так и корабли, рассчитанные на перевозку группы захвата и управление с нескольких постов. Сам спасаемый корабль являлся бомбардировщиком «Retaliator» от Aegis Dynamics.
Кроме того были продемонстрированы предварительный вариант модулей FPS («Star Marine») и Социального модуля.
29 августа 2015 года вышло обновление 1.2, которое, в частности, добавило в игру начальную версию Социального модуля. Для игроков стали доступны некоторые области планеты ArcCorp, появилась возможность нескольким игрокам одновременно находиться в одном «зеркале», добавились текстовый чат, возможность выполнять некоторые «социальные» действия (например, танцевать, приветствовать друг друга). Данная версия Социального модуля, по сути, является основой для дальнейших обновлений планетарной и социальной составляющих игры.
12 декабря 2015 — официальный релиз альфа-версии 2.0 с первой мини-вселенной, которая включала в себя окрестности газового гиганта, Crusader: Port Olisar, Covalex Shipping Hub, Security Post Kareah.
9 июня 2016 — выход обновления 2.4.0, которое добавило в игру возможность сохранения игровых достижений.
10 октября 2016 — во время ежегодного события, посвящённого 4-й годовщине проекта (CitizenCon), разработчики обозначили свои планы вплоть до версии 4.0 (ориентировочно на год), а также продемонстрировали игровой сценарий, в котором показали новые механики (например, скрытое убийство с помощью холодного оружия), а также возможности инструментов разработчиков для процедурной генерации поверхностей планет.
На начало 2017 года ожидался выход альфа-версии 3.0 и Squadron 42, но был отложен на конец 2017 года в связи c тем, что принимавшая участие в создании игры студия Behaviour Interactive прекратила сотрудничество с разработчиками. Было сокращено часть запланированного содержимого, разрабатываемого ушедшей компанией.
С начала 2018 года разработчики стали ежеквартально выпускать новые крупные обновлений.
Версия 3.3 вышла 9 ноября 2018, в ней была значительно улучшена оптимизация производительности игры. В версиях 3.3.5 (20 ноября 2018) и 3.4 (20 декабря 2018) продолжены улучшения производительности отдельных модулей. В 3.3.5 добавлен персонаж Clovus Darneely, набор брони Virgil TrueDef-Pro Armor, 6 локаций (+1 неполётная). В 3.4 реализовано ещё 3 персонажа, 1 локация, улучшение рукопашного боя, 8 различных улучшений игрового процесса, 6 обновлений, касающихся кораблей и их внутренностей, 2 новых вида оружия и 1 новый вид оружия.
На 20 декабря последней доступной версией игры являлась альфа-версия 3.4.1.
В конце I квартала 2019 года вышла версия 3.5. В ней добавили женские персонажи, кастомизацию лица, планету ArcCorp со спутниками, улучшение интеллекта пилота, уровень преступности, 8 видов кораблей и новые корабли , 2 оружия и 1 вид оружия, сделано 9 изменений в игровом движке, расширяющих аспекты игры и улучшающих её оптимизацию.
В 2020 году была добавлена планета Microtech с лунами и тюрьма «Klescher». На планетах добавили изменяющуюся погоду и температуру, а у персонажей чувство жажды и голода. Большое развитие получила технология постоянства, благодаря которой в том числе стал сохраняться прогресс игроков между патчами: накопленные игровые деньги и купленные в игре корабли.
В 2021 году в игру была добавлена репутация игроков, стыковка корабль—корабль и корабль—станция, наземная гусеничная техника в виде танков, объёмные облака, газовый гигант Crusader с городом в его облаках, медицина, персональный инвентарь.
В 2022 году была добавлена механика дозаправки корабль-корабль и возможность продавать лут. Также в этом году разработчики значительно улучшили графику и увеличили число игроков на серверах с 50 до 110 человек.
В 2023 году разработчики занимались технологией постоянства и добавлением механики сальвага (добычи полезных материалов из обломков кораблей), помимо этого были значительно доработаны механики грузов и тягловых лучей.
В 2024 году ввели новую лётную модель, добавили персональные ангары и улучшили персонажей, в частности добавили физику волос. Вели работу по добавлению в игру животных.
Весь 2024 год разработчики стремились выпустить обновление Alpha 4.0, которое должно привнести в игру вторую звёздную систему — Pyro, а также технологию  Server Meshing, разработка которой ведётся с 2019 года. Эта технология позволит оптимизировать и масштабировать игру, однако переоценивать её влияние пока не стоит. На данный момент игрокам доступна лишь первая итерация этой технологии, которая требует как исправлений, так и дальнейшего развития.
Осенью 2024 года на Citizen-Con разработчики поделились своим видением релиза Star Citizen. Они сказали, что с начала разработки игра претерпела немало изменений, стала более масштабной и насыщенной контентом. Чтобы не затягивать релиз и поскорее ввести полное сохранение прогресса игроков, разработчики решили, что в релизной версии не нужны сотни звёздных систем, и их будет только 5: Stanton, Pyro, Nyx, Terra и Castra. Остальные системы добавят после релиза. Главными задачами при подготовке к релизу станут: улучшение генерации планет, в частности возможность добавлять джунгли; добавление механик, позволяющих игрокам строить наземные и космические базы; создание гильдий, позволяющих игрокам осваивать внутреигровые профессии. Ранее Cloud Imperium заявляли, что релиз Star Citizen будет после релиза одиночный кампании Squadron 42.
На том же Citizen-Con в 2024 году разработчики продемонстрировали прохождение пролога Squadron 42 и анонсировали релиз одиночной кампании на 2026 год.
Со старта игры планировалось выложить в свободный доступ инструменты Mod Tools, с помощью которых можно будет модифицировать большую часть игры на частных серверах. Заявлена возможность добавить свой объект (например, корабль), созданный с помощью Mod Tools, в поддерживаемый разработчиками основной мир игры после их одобрения.

### Сбор средств
К окончанию основной кампании по сбору средств было собрано 2 134 374 доллара США на Kickstarter и 4 231 323 доллара на своём сайте, таким образом был побит предыдущий игровой краудфандинговый рекорд, принадлежавший Pillars of Eternity.
К 24 июня 2013 года в общей сложности игроками было собрано 10 266 844 доллара, что стало абсолютным рекордом среди всех краудфандинговых проектов.
На 4 марта 2014 года Star Citizen собрал 39 608 576 долларов и в 2015 году был внесён в Книгу рекордов Гиннесса как «Краудфандинговый проект, собравший наибольший объём средств» англ. Most crowdfunded project (overall).
На 3 декабря 2017 года разработчиками собрано общей сложностью свыше 170 млн долларов.
На 21 февраля 2019 года бюджет проекта превысил 218 млн, к 4 декабря 2019—250 млн.
В 2020 году доход CIG от взносов и подписки увеличился почти на 60 %. Доходы — $77 млн от покупок, $4,7 млн от подписки, $6,5 млн от других доходов (например, партнёрства[уточнить]). Расходы — $44 млн на зарплаты, $8,8 млн на прочие затраты в процессе разработки игры, $5,6 млн расходы на разработку игры по контракту, $15 млн на маркетинговые расходы, $1,2 млн на административные расходы, $6,1 млн на капитальные вложения[уточнить]. Общие затраты в 2020 году составили $81 млн.
На конец марта 2021 года общая сумма пожертвований превышает 340 млн долларов США, а с учётом того, что компании Snoot Entertainment, ITG Investment и Calder Family Office вложили в производство около 60 миллионов, общая сумма привлечённых средств превышает 400 млн долларов, что делает Star Citizen самой дорогой игрой в человеческой истории, причём сбор средств по-прежнему продолжается и, судя по предыдущей динамике, даже по сдержанным оценкам итоговые затраты наверняка превысят 600 миллионов, что более чем вдвое превышает бюджет Call of Duty: Modern Warfare 2 (298 млн долларов с учётом инфляции).
К январю 2025 года бюджет игры превысил 777 млн долларов

#### Ужесточение правил возврата средств
10 июня 2016 года Cloud Imperium Games изменила правила возврата средств, пожертвованных на разработку. В предыдущей версии соглашения говорилось, что поддержавшие проект пользователи вправе вернуть свои деньги в том случае, если разработчики не выпустили обещанного содержимого по прошествии 18 месяцев с момента установленной даты его релиза. В новой редакции утверждается, что получить свой вклад назад игроки смогут, только если студия объявит о полном прекращении разработки игры.

## Суд с Crytek
В декабре 2017 года компания Crytek подала в суд на Cloud Imperium Games. Студию Криса Робертса обвиняют в нарушении прав интеллектуальной собственности, а также в невыплате роялти и несоблюдении контракта.
В феврале 2020 года компания CryTek совместно с Cloud Imperium Games Corp и Roberts Space Industries Corp подали документ в суд об урегулировании судебных тяжб, в котором говорится, что компании пришли к соглашению во внесудебном порядке.